# Winkel (Zwitserland)
Winkel is een gemeente en plaats in het Zwitserse kanton Zürich, en maakt deel uit van het district Bülach. Winkel telt 3.691 inwoners.